# The Simpsons: Tapped Out
The Simpsons: Tapped Out (často zkracováno jako TSTO), česky také Ťukaná, byla v základu bezplatná mobilní hra pro systémy Android a iOS, založená na americkém animovaném seriálu Simpsonovi. Hráči vytvářejí a udržují vlastní verzi Springfieldu pomocí známých postav a budov. Hra je pravidelně aktualizována s novým obsahem a obsahuje „eventy“ (události), např. Den díkůvzdání či Halloween (související se Speciálními čarodějnickými díly). Hra je k dispozici v několika jazycích, např. v angličtině, francouzštině, turečtině, italštině, němčině, zjednodušené čínštině, španělštině a portugalštině. V češtině distribuována není.
Hru vyvíjí společnost EA Mobile, oficiálně byla vydána pro systém iOS v Evropě 29. února 2012 a v Severní Americe 1. března téhož roku, následně 6. února 2013 celosvětově pro Android. Podle odhadů z roku 2014 firma EA vydělala na hře více než 130 milionů dolarů. Např. v roce 2015 hra patřila mezi prvních 10 nejziskovějších her pro systém iOS.
V září 2024 však společnost EA spolu s novou aktualizací vyhlásila, že spolu se společností The Walt Disney Company učinila rozhodnutí hru ukončit. Byly ukončeny nákupy v aplikaci a hra byla odstraněna z nabídky obchodů, na 24. ledna 2025 bylo ohlášeno i vypnutí serverů.

## Příběh a herní systém
Příběh hry je uvozen scénou, kdy Homer Simpson při jedné ze svých pracovních směn v jaderné elektrárně hraje na tabletu hru Happy Little Elves a mezitím dojde k přehřátí jádra, elektrárna vybuchne a s ní i celé město Springfield. Hráč pak vede Homera k tomu, aby od základů vystavěl nový Springfield podle svého.
Výstavba budov a umisťování dekorací spotřebovává herní peníze a plnění úkolů dává hráči finanční výdělky a zkušenosti, jejichž hromaděním postupuje v úrovních hry. Zpřístupňuje tak nové příběhy i úkoly a také budovy a postavy, známé ze seriálu. Úkoly zadávané postavám trvají různou dobu, od minimálních 6 sekund přes obvykle jednu, čtyři, osm, dvanáct až po 24 hodin. Lze je zpravidla urychlit pomocí prémiové měny, jíž jsou koblihy. Ty může hráč v omezeném množství získat i ve hře, ale zejména je nakupuje za reálné peníze. Za koblihy také může nakupovat prémiové budovy, dekorace a postavy.
Hra vyžaduje online připojení k internetu. Hrát lze i v anonymním režimu, pro synchronizaci však nabízí připojení k uživatelskému účtu Origin. Plnění úkolů a výstavba budov probíhá v reálném čase, hra však nemusí být spuštěna, o splnění úkolů informuje pomocí push notifikací. Hráč také může navazovat přátelství s jinými hráči (prostřednictvím Origin nebo Facebooku) a porozhlédnout se po jejich městě, jednou za 24 hodin také provést tři akce: vysbírat výdělky z budov nebo provést drobné vandalství.
Graficky je hra věrná stylu kresleného seriálu, hráč město vidí z izometrického 3D pohledu, který si může plynule přibližovat a oddalovat. Jednotlivé prvky jsou navíc animované. Postavy běžně chodí po chodnících, pokud nedostanou úkol – ten plní buď v některé z budov (či dekorací), nebo přímo „na očích“ hráči. U mnoha budov se při plnění úkolu postavou spouští speciální drobné animace, např. zavlažovač trávníku, vlající záclony v okně, otáčející se ventilátor střešní klimatizace, pohybující se siluety ve svítících oknech. Řada postav je navíc ozvučena hláškami, namluvenými původním obsazením ze seriálu.

## Události
Kromě základní hry s postupným vršením dosažených zkušenostních úrovní zavedli vývojáři od podzimu 2012 navíc časově omezené tematické události (events), které ke hře přidávají dodatečný děj a obsah. Zpravidla se střídají velké a malé události. Velké události (major events) trvají více týdnů a obvykle bývají rozděleny na 2 až 4 dějství (typicky 3), jimiž prochází hlavní příběhová linka. Malé události (minor events) jsou kratší a spočívají zpravidla v jedné dějové a úkolové linii, která hráčům postupně poskytuje dosažené odměny při nasbírání dostatečného množství příslušného oběživa. Hráčům, kteří malé události v termínu jejich původního spuštění neodehráli (ani nezačali hrát), je tato nabídnuta k hraní o rok později. Velké události se však neopakují. Část obsahu, který hráči mohou získat, se však někdy vrací během pozdějších událostí v rámci různých slevových akcí a jiných mimořádných příležitostí.
Kromě těchto dvou typů událostí se ve hře vyskytují ještě další menší jednorázové akce, např. propagující aktuálně premiérově vysílané díly seriálu Simpsonovi nebo krátkodobě nabízející další dokoupitelný obsah (promotionals), případně avizující chystanou velkou událost (promotions).
Seznam všech speciálních velkých i malých událostí ve hře (v závorce jsou uvedeny neoficiální české překlady):

### 2012
- Treehouse of Horror XXIII (Speciální čarodějnická událost XXIII)
- Thanksgiving (Díkůvzdání)
- Christmas (Vánoce)

### 2013
- Valentine's Day (Valentýn)
- St. Patrick's Day (Den sv. Patrika)
- Whacking Day (Hadobijecký den)
- 4th July (4. července)
- Treehouse of Horror XXIV (Speciální čarodějnická událost XXIV)
- Thanksgiving (Díkůvzdání)
- Christmas (Vánoce)

### 2014
- Super Bowl (Super miska)
- Valentine's Day (Valentýn)
- St. Patrick's Day (Den sv. Patrika)
- Easter (Velikonoce)
- Stonecutters (Kameníky)
- 4th July (4. července)
- Clash of Clones[pozn. 1] (Střet klonů)
- Treehouse of Horror XXV (Speciální čarodějnická událost XXV)
- Thanksgiving (Díkůvzdání)
- Christmas (Vánoce)

### 2015
- Valentine's Day (Valentýn)
- Superheroes (Superhrdinové)
- St. Patrick's Day (Den sv. Patrika)
- Easter (Velikonoce)
- Terwilligers (Terwilligers)
- Pride Month (Pýcha měsíce)
- Tap Ball (Klepněte na míč)
- 4th July (4. července)
- Monorail (Jednokolejka)
- Treehouse of Horror XXVI (Speciální čarodějnická událost XXVI)
- Thanksgiving (Díkůvzdání)
- Winter (Zima)

### 2016
- Deep Space Homer (Hluboko vesmírný Homer)
- Valentine's Day (Valentýn)
- Burns' Casino (Burnsovo kasino)
- St. Easter (Velikonoce)
- Crook and Ladder (Crook a žebřík)
- Wild West (Divoký západ)
- Whacking Day (Den nářezu)
- Homer's Chiliad (Homerova chilída)
- Superheroes (Superhrdinové)
- 4th July (4. července)
- Springfield Games (Springfieldské hry)
- SciFi (SciFi)
- Season Premiere (Premiéra sezony)
- Treehouse of Horror XXVII (Speciální čarodějnická událost XXVII)
- The Most Dangerous Game (Nejnebezpečnější hra)
- Winter (Zima)

### 2017
- Homer the Heretic (Homer heretik)
- Lunar New Year (Lunární Nový rok)
- Destination Springfield (Destinace Springfield)
- Rommelwood Academy (Akademie Rommelwood)
- Secret Agents (Tajní agenti)
- Pin Pals (Pimprlata)
- Time Traveling Toaster (Časocestovací toaster)
- 4th July (4. července)
- Pride (Pýcha)
- Homerpalooza (Homerpalooza)
- County Fair (Krajský veletrh)
- Treehouse of Horror XXVIII (Speciální čarodějnická událost XXVIII)
- This Thanksgiving's Gone to the Birds! (Toto Díkůvzdání se dostalo k ptákům!)
- The Invasion Before Christmas (Invaze před Vánocemi)

### 2018
- The Buck Stops Here (Bez výmluv[9]) – lednová malá událost se zaměřením na politickou a volební tematiku, mezi novými postavami byl např. pravicově konzervativně orientovaný komentátor z rádia KBBL Birch Barlow nebo matka starosty Quimbyho.
- Bart Royale (Bart Royale) – jarní velká událost založená na tematice soubojů a psanců z okraje společnosti a parodující dystopické filmy po vzoru Šíleného Maxe[10]. Nejprve dospěláci obsadí dětské hřiště a opevní se v něm proti snaze dětí získat je zpět, poté naopak mládež obsadí základnu postavenou z odpadu a brání ji před dospělými, nakonec bojují všichni společně proti pevnosti lotrů (ruffians).
- Homer vs the 18th Amendment (Homer vs. 18. dodatek) – březnová malá událost s tématem dne svatého Patrika, alkoholu, prohibice a pašování, jednou z nových postav byl ředitel pivovaru Howard K. Duff.
- The Springfield Jobs (Prácička ve Springfieldu) – dubnová velká událost zaměřená na mafii a velké loupeže vzácného italského umění, britských královských klenotů i vykrádání Burnsova kasina.
- Who Shot Mr. Burns? (Part Three) [Kdo postřelil pana Burnse (část třetí)] – květnová malá událost navazující na detektivní příběh, kdy Maggie postřelila pana Burnse
- Itchy & Scratchy Land (Zábavní park Itchyho & Scratchyho) – letní velká událost, na jejímž počátku byl zbořen Krustyland jakožto samostatné rozšíření hry, aby si jej hráči mohli znovu vybudovat v samotné hlavní hře, přičemž současně s ním budovali nový zábavní park s tématem animovaných postaviček Itchyho & Scratchyho.
- Poochie's Dog Dayz (Poochieho psí dny) – červencová malá událost, která doplnila k předchozímu zábavnímu parku ještě další animované postavičky v čele se psem Poochiem.
- Moe's Ark (Vočkova archa) – srpnová velká událost, v jejímž průběhu se postupně budovala springfieldská zoo, od běžných chovných zvířat přes divokou zvěř ze safari až po šílené experimenty s novými živočišnými druhy.
- Super Powers (Super schopnosti) – zářijová malá událost, další ze série událostí se superhrdinským tématem, tentokrát však záměrně ne-superhrdinská; mezi novými postavami byl např. komiksový hrdina Everyman.
- Treehouse of Horror XXIX (Speciální čarodějnická událost XXIX) – tradičně říjnová velká událost s halloweenským tématem u příležitosti Speciálního čarodějnického dílu. Jednotlivá dějství pracovala postupně s tématy transylvánských upírů, vlkodlaků a nakonec egyptských mumií.
- Thanksgiving 2018 (Díkůvzádní 2018) – listopadová malá událost příběhově zaměřená na Vočkovu rodinu Szyslaků, prodavačů matrací.
- A Simpsons Christmas Special (Simpsonský vánoční speciál) – nový typ „velké“ události složený ze 4 po sobě následujících týdenních částí herně připomínajících spíše malou část. U Simpsonů na Vánoce nefunguje televize, a tak si místo sledování programu vyprávějí příběhy. Každá z částí je tak samostatným příběhem vyprávěným Lisou, Bartem, Marge a nakonec Maggie s Homerem. Příběh události končí, když chce svou historku vyprávět děda Simpson a všichni před ním utečou.

### 2019
- Not Yet Spring Cleaning (Ještě ne jarní úklid) – lednová malá událost na téma „jarních úklidů“ v tzv. hnědých domech (Brown House).
- Love, Springfieldian Style – valentýnská složená velká událost, která zahrnovala opět čtyři jednotlivé příběhy, vyprávěné Lisou, zahradníkem Williem, Bartem a nakonec zločincem Snakem na téma lásky.
- State of Despair (Stát/Stav zoufalství) – únorová malá událost zaměřená na politiku a justici.
- A Classless Reunion (Třídní sraz bez úrovně) – březnová malá událost, jejíž příběh spočíval v setkání středoškolské třídy Homera a Marge (i Barnieho a Artieho Ziffa) po letech.
- The Real Moms of Springfield (Skutečné mámy springfieldské) – květnová malá událost věnovaná ženám a jejich emancipaci.
- Game of Games (Hra o hry) – červnová a červencová velká událost složená ze čtyř na sebe navazujících částí, se zaměřením na hraní videoher a e-sport. Mezi nové postavy tak patřily fikční figury a fantasy převleky. Tematicky událost vycházela z dílu 30. řady seriálu Virtuální vítězství.
- Flanders Family Reunion (Rodinné setkání Flandersů) – červencová malá událost s širší rodinou Neda Flanderse.
- Simpsons Babies (Simpsonovi dětmi) – srpnová složená velká událost.
- Krusty's Last Gasp Online (Krustyho poslední vzdech online) – zářijová malá událost zahrnující Šášu Krustyho a jeho méně známé pomocníky.
- Cthulhu's Revenge (Odplata Cthulhu) – malá událost mezi zářím a říjnem, točící se kolem monstra Cthulhu v předzvěsti nadcházející čarodějnické události.
- Treehouse of Horror XXX (Speciální čarodějnická událost XXX) – tradičně říjnová velká složená událost s halloweenským tématem u příležitosti Speciálního čarodějnického dílu. Jednotlivá dějství představovala sci-fi téma, upírsko-vlkodlačí téma, pohádkové příběhy a prostředí planety Rigel 7 s Kangem a Kodosem.
- All American Auction (Všeamerická aukce) – malá událost na přelomu listopadu a prosince.
- Abe's in Toyland (Děda Simpson v říši hraček) – tradičně vánoční velká složená událost navázala na předchozí Vánoce, kdy jednotliví členové rodiny Simpsonových vyprávěli příběhy, avšak ve chvíli, kdy se slova chtěl chopit Děda Simpson, byl utnut. Tentokrát tedy dostal slovo a všechny čtyři hlavní příběhy vyprávěl on.

### 2020
- Holidays of Future Past (Svátky budoucí minulosti) – lednová malá událost z budoucnosti, s Marge a Homerem v důchodu a jejich vnuky.
- Black History (Černošská historie) – složená velká událost z února a března přinesla řadu nových afroamerických postav.
- No Bucks Given (Žádné pevně dané peníze) – malá březnová událost s baseballistou Buckem Mitchellem a jeho partnerkou Tabithou Vixx.
- Simpsons Wrestling (Simpsonovi při wrestlingu) – složená velká událost z dubna a května, věnovaná wrestlingu.
- Pride (Pride) – malá událost na přelomu května a června s travesty převleky pro Homera, Marge i Smitherse.
- Game of Games The Sequel (Hra o hry, pokračování) – složená velká událost z června a července, navazující na loňskou událost o hraní videoher. Tentokrát skupina mladých „Evergreen Terrors“ soupeřila s tzv. Game Masterem.
- Summer Games (Letní hry) – malá událost z přelomu července a srpna přinesla v době karantény letní (nikoli olympijské) hry do Springfieldu.
- The Van Houtens (Van Houtenovi) – složená velká událost ze srpna a září, točící se kolem Milhouse a jeho rodiny.
- All This Jazz (Jen ten jazz) – malá událost z přelomu září a října zaměřená na jazzové kluby a hudebníky.
- Treehouse of Horror XXXI (Speciální čarodějnická události XXXI) – tradiční halloweenská složená velká událost z října a listopadu se soustředila na pekelné postavy, budovy a vybavení.
- Blargsgiving (Ufounovzdání) – malá listopadová událost přinesla mimozemštana jménem Blarg a rosolovitou příšeru
- Clash of Creeds: Christmas Royale (Střet vyznání: vánoční turnaj) – v rámci tradiční vánoční složené velké události přišla do hry řada biblických postav, např. Jezulátko, Mojžíš, král Herodes, Jahve, nebo také archanděl Andre či lídr kultu movementariánů, s jehož sektářstvím se Springfielďané potýkali. Při denních výzvách bylo možno sbírat poukázky do Santovy země snů, vyměnitelné za různé předměty.

### 2021
- New Year New You (Nový rok, nové já) –
- Love and War (Láska a válka) –
- Springfield Choppers (Springfieldští motorkáři) –
- Rise of the Robots (Povstání robotů) –
- Foodie Fight (Soutěž jedlíků) –
- Springfield Enlightened (Osvícený Springfield) –
- Tavern Trouble (Hospodské trable) –
- Into the Simpsonsverse (Do Simpsonsverza) –
- Breakout Bounty (Hon na útěkáře) –
- Treehouse of Horror XXXII (Speciální čarodějnická události XXXII) –
- Northward Bound (Severní hranice) –
- Holiday Whodunnit (Vánoční detektivka) –

### 2022
- Red Alert (Červený poplach) –
- Cirque du Springfield (Springfieldský cirkus) –
- Hot Diggity D'oh! (Juchů... ou!) –
- Hell On Wheels (Peklo na kolech) –
- When the Bough Breaks (Když se zlomí větev) –
- Dog Days (June - July 2022) –
- Splash and Burn () –
- Showbiz Showdown (August - September 2022) –
- Tragic Magic () –
- Treehouse of Horror XXXIII (October - November 2022) –
- The Atom Smasher () –
- A Christmas Peril (December 2022 - January 2023) –

### 2023
- Springfield's Got Talent? () –
- A Warmfyre Welcome (February - March 2023) –
- Shiver Me Barnacles () –
- Heaven Won't Wait (April - May 2023) –
- For All Rich Mankind () –
- Fore! (June - July 2023) –
- Food Wars () –
- Mirror Mayhem (August - September 2023) –
- A Hard Play's Night () –
- Treehouse of Horror XXXIV (October - November 2023) –
- Cold Turkey () –
- Snow Place Like the Woods (December 2023 - January 2024) –

### 2024
- Better Late Than Forever () –
- Fears of a Clown (February - March 2024) –
- The Great Burnsby () –
- The Simpsanos (April - May 2024) –
- Charity Case () –
- Summer of Our Discontent (June - July 2024) –
- The Mayflower Maple Bowl () –
- A Bart Future (August - September 2024) –
- Taps () –

## Přijetí
Vydavatel hry Electronic Arts při spuštění hry koncem února 2012 podcenil hráčský zájem, takže jeho servery nezvládaly první nápor hráčů. Docházelo k problémům s přístupem k herním serverům, což dospělo k půlročnímu uzavření hry pro nové hráče až do srpna 2012. Ani poté potíže s přístupem k serverům zcela nevymizely.
Jaroslav Kubricht z Bonusweb.cz udělil hře krátce po jejím spuštění 55% hodnocení, vyzdvihl „skvělou grafiku“ a „vtipné hlášky“, kritizoval omezené možnosti hratelnosti spočívající „prakticky jen v klikání a čekání“, podle něj jde o klon FarmVille z Facebooku. Martin Šimon z Mobilenet.cz s půlročním odstupem a po zavedení prvních tematických „eventů“ hodnotil hru na 70 %. Vyzdvihl velmi pěknou grafiku, bezplatný základ hry a nevnucování in-game nákupů, negativně hodnotil nutnost internetového připojení v kombinaci s výpadky v dostupnosti herních serverů a časté čekání bez in-game nákupů.